# Carlo Emilio Gadda
Carlo Emilio Gadda (Milánó, 1893. november 14. – Róma, 1973. május 21.) olasz író, mérnök.

## Élete
Jómódú polgári családba született. Apja, a textiliparos Francesco Ippolito Gadda évekkel első feleségének halála után nősült újra. Második felesége magyar származású tanárnő, Adele Lehr, akitől három gyermeke született: Carlo, Clara és Ettore. Az apa 1909-ben bekövetkezett halála után a család nehéz anyagi helyzetbe került, így a legidősebb fiú, engedve anyja akaratának, feladta irodalmi ambícióit, és a milánói műszaki egyetemre jelentkezett.
Önkéntesként részt vett az első világháborúban, a caporettói áttörés után hadifogságba esett. Háborús és fogságbeli élményeit 1955-ben megjelentetett naplójában (Giornale di guerra e di prigionia) írta le. Mikor 1919 elején visszatért Olaszországba, mélyen megrázta szeretett testvére, Enrico halálának híre.
Folytatta tanulmányait és 1920-ban villamosmérnöki diplomát szerzett; az elkövetkező években Szardínia szigetén, Lombardiában, Belgiumban, Argentínában dolgozott mérnökként. 1921-ben belépett az olasz Nemzeti Fasiszta Pártba.
1924-ben beiratkozott a filozófia tanszékre. Vizsgáin sikeresen túljutott, de diplomát végül nem szerzett. Az irodalomnak szentelte magát: 1926-tól a firenzei „Solaria” folyóirat munkatársa, 1927-ben debütált kritikusként Apologia manzoniana c. esszéjével.
1928-1929 között a Meditazione milanese címet viselő ismeretelméleti traktátuson dolgozott, melyben Leibniz, Kant és Spinoza filozófiai nézeteit elemezte. 1929-ben belekezdett első regényébe, de a mű (La meccanica, 1970) befejezetlen maradt. 1931-től a milánói L’Ambrosiano folyóiratban publikált. A Solaria kiadójánál megjelent első prózakötete La Madonna dei filosofi címmel.
1934-ben megjelent, Il castello di Udine c. második elbeszéléskötetével Bagutta-díjat nyert.
Édesanyja 1936-ban bekövetkezett halála után kezdte írni konfliktusokkal terhelt kapcsolatukról tanúskodó, önéletrajzi ihletésű regényét, A fájdalom tudatát (La cognizione del dolore), mely életművének sarkköve lesz. 1938 és 1941 között a „Letteratura” firenzei irodalmi lap közölt részleteket a regényből, majd kötetben 1963-ban adta ki az Einaudi, s ugyanabban az évben a Prix International de Littérature nyertese lett.
1939-ben jelentek meg kötetbe gyűjtve irodalmi riportjai, publicisztikai írásai Le meraviglie d’Italia (Olaszország csodái) címmel. 1940-ben végleg hátat fordított a mérnöki szakmának és Firenzébe költözött, irodalmi munkássága a következő években teljesedett ki. 1944-ben adta ki Adalgisa c. elbeszélésgyűjteményét, mely a harmincas évek milánói polgárságáról fest szatirikus képet.
1950-ben Rómába költözött, ahol a RAI kulturális rádióműsorának munkatársaként dolgozott. Ebből az időszakból származik az Il primo libro delle favole (1952) és a Novelle del ducato in fiamme, a fasizmus utolsó korszakának ironikus bemutatása, mellyel megnyerte az 1953-as Viareggio-díjat.
1957-ben jelent meg másik legismertebb regénye, a Quer pasticciaccio brutto de via Merulana, melynek magját egy, a fasizmus első éveiben játszódó bűnügyi történet adja. A regény első változata 1946–47-ben jelent meg a „Letteratura” hasábjain, 1959-ben Pietro Germi filmet is forgatott belőle Un maledetto imbroglio (Zsákutcában) címmel. Italo Calvino Amerikai előadásaiban így ír a regényről: „…jól bemutatható vele […] a kortárs regény mint enciklopédia, mint megismerő módszer, mint a világ eseményeinek, személyeinek, dolgainak kapcsolathálója. […] Gadda ugyanis »rendszerek rendszerének« látja a világot, amelyben minden egyes rendszer befolyásolja a többit, és maga is a többiek befolyása alatt áll. Carlo Emilio Gadda egész életében szövevénynek, szövedéknek, »csavarásnak« igyekezett ábrázolni a világot, semmit sem akart elvenni kibogozhatatlan bonyolultságából, helyesebben, a legkülönfélébb elemek mindent meghatározó együtteséből.”
1958-ban esszéit, önéletrajzi írásait az I viaggi la morte c. kötetben publikálta. 1963-ban jelentek meg Accoppiamenti giudiziosi címmel összegyűjtött elbeszélései. Korai műveinek új kiadásain dolgozott. Utolsó munkái közé tartozik az Eros e Priapo: da furore a cenere (1967) c. esszéregény, a fasiszta rezsim mítoszai elleni pamflet.
1973. május 21-én halt meg Rómában.
Gadda művészetének egyik alapvető sajátossága az egyéni, szinte lefordíthatatlan nyelvezet, melyben az irodalmi olasz keveredik archaikus és dialektális nyelvváltozatokkal, argóval, szaknyelvvel, műszaki szakkifejezésekkel. Magyarul mindeddig néhány rövidebb prózai írása jelent meg, valamint 2000-ben A fájdalom tudata, Nagy Ida fordításában.

## Magyarul
- La cognizione del dolore / A fájdalom tudata; ford. Nagy Ida; Noran, Bp., 2000 (Leonardo könyvek)